# Joachim von Wopersnow
Joachim von Wopersnow (* vor 1555; † 1574) war ein deutscher Geistlicher, Schweriner Domdechant und mecklenburgisch-güstrowscher Hofrat.

## Leben

### Herkunft
Joachim entstammte aus dem Haus Natztow des pommerschen Adelsgeschlechts von Wopersnow. Seine Eltern sind bisher unbekannt. Gemeinsam mit seinem Bruder Peter († nach 1569) verließ er die pommersche Heimat und trat er in mecklenburgische Dienste.

### Werdegang
Wopersnow war 1555 an der Universität Bologna immatrikuliert und trat im selben Jahr erstmals als Schweriner Kanoniker auf. Seit 1562 war er Hofrat von Herzog Ulrich. Er war gemeinsam mit dem mecklenburgischen Kanzler Heinrich Husan Verfasser der Neuen Ordnung des Hof- und Landgerichts 1567. Kaiser Maximilian verlieh ihm 1570 das Privileg die Güter Keez und Thurow sowie zu ⅓ Buchholz nach Lehnsrecht erblich zu besitzen. Um diese Güter, wie auch Schlagsdorf, das ihm seine Gattin als Mitgift zutrug und Penzin, die sämtlich vorher bei den von Sperling waren, entbrannte ein langwieriger Rechtsstreit vor dem Reichskammergericht, der die mecklenburgischen Wopersnow schließlich ruinierte und den die Sperling im 18. Jahrhundert gewannen. Als Domdechant erwarb Wopersnow 1572 noch Dämelow und Rubow vom Domkapitel. 

### Familie
Joachim vermählte sich 1563 mit Catharina von Sperling († 1625). Aus der Ehe sind die zwei nachstehenden Söhne hervorgegangen, welche nach dem Tod des Vaters der Vormundschaft des pommerschen Kanzlers Georg Thesmar unterstanden.
- Jürgen von Wopersnow († vor 1619), bischöflicher Regierungsrat, Domherr und Senior des Stiftes Schwerin, ⚭ Ilsabe von Bülow († nach 1625)
- Joachim von Wopersnow († nach 1629), dänischer Hofrat, Schweriner Kanoniker